# مسجد توران بشت
مسجد توران بشت هو مسجد تاريخي يعود إلى عصر القاجاريون، ويقع في مقاطعة تفت.